# Michael Haydn
Johann Michael Haydn (Rohrau, 14 september 1737 – Salzburg, 10 augustus 1806) was een Oostenrijks componist. Hij was een jongere broer van de veel bekendere Joseph Haydn.
Hij begon zijn muzikale loopbaan als koorknaap (jongenssopraan) bij de Stephansdom te Wenen. Toen zijn stem volwassen werd, moest hij het koor verlaten en ging zich helemaal toeleggen op het componeren.
Hij componeerde voornamelijk kerkmuziek en daarnaast een veertigtal symfonieën, partita's, orgelwerken en kamermuziek. Vooral zijn missen, met opmerkelijk gebruik van het gregoriaans, weerspiegelen de Oostenrijkse kerkmuziekpraktijk van de Verlichting. Zijn Requiem heeft aanzienlijke invloed uitgeoefend op dat van Mozart.
In 1757 werd hij in Großwardein benoemd tot Musikdirektor van de bisschop aldaar. In 1762 werd hij benoemd tot concertmeester en dirigent van de bisschop in Salzburg. Dit ambt bekleedde hij 43 jaar lang. In Salzburg raakte hij bevriend met Mozart, die zijn werk zeer waardeerde. Ondertussen schreef hij in die periode 360 composities. Michael Haydn geldt als de eerste componist die belangrijke werken voor mannenkoor schreef. Ook gaf hij les aan onder andere Carl Maria von Weber en Anton Diabelli. Schubert, die zijn mannenkoren ongetwijfeld kende, stond nog tot tranen geroerd bij zijn grafmonument in Salzburg.
In Rohrau staat het geboortehuis van Haydn. Dit is het geboortehuis van zowel Joseph als Michael Haydn. Tegenwoordig is het ingericht als museum.

## Werken (Selectie)
- Oratorium, Der büßende Sünder, MH 147 (1771)
- Concert voor orgel, viola en strijkers C-Groot
- Trompetconcert C-Groot
- Concertino voor trompet D-Groot
- Concertino voor fagot B-Groot
- Tristis est anima mea
- Concert voor alttrombone in D-Groot

### Geestelijke koormuziek
- Missa in honorem Sanctissimae Trinitatis, MH 1
- Missa Sanctae Cyrilli et Methodii, MH 13
- Missa Beatissimae Virginis Mariae, MH 15 (Perger deest)
- Missa in honorem Sancti Josephi, MH 16
- Missa Sancti Gabrielis, MH 17
- Te Deum, MH 28
- Mis C-Groot, MH 42
- Missa Sancti Francisci Seraphici (1a), MH 43
- Mis C-Groot, MH 44 (Perger deest)
- Missa Sanctae Crucis, MH 56
- Missa dolorum Beatae Virginis Mariae, MH 57 (= identiek aan MH 552)
- Missa Sancti Raphaelis, MH 87
- Missa Sancti Nicolai Tolentini, MH 109/MH 154
- Missa Sancti Francisci Seraphici (1b), MH 119
- Missa pro defuncto Archiepiscopo Sigismundo („Schrattenbach-Requiem“), in c-klein, MH 155
- Missa Sancti Joannis Nepomuceni, MH 182
- Missa Sancti Hieronymi, Oboenmesse, MH 254
- Missa Sancti Aloysii, MH 257
- Missa in Honorem St. Ruperti (Jubiläumsmesse) in C-groot, MH 322
- Sancti Dei MH 328
- Alleluja! Laudate Pueri, Graduale in festo SS. Innocentium, die Dominica, MH 342 (1783)
- Effuderunt Sanguinem Sanctorum, Graduale in festo SS. Innocentium, extra Dominicam, MH 392 (1784)
- Missa in honorem Sancti Dominici (Missa della Beneficenza) in C-Groot, MH 419 (1786)
- Missa Hispanica (Missa a due cori), MH 422
- Anima Nostra, Offertorium pro festo SS. Innocentium, MH 452 (1787)
- Alleluja! Dextera Domini, Graduale pro Dominica quarta post Pascha, MH 484 (1788)
- Alleluja! Surrexit Christus, Graduale pro Dominica quinta post Pascha, MH 485 (1788)
- Missa in honorem Sancti Gotthardi (Missa Admontis), MH 530 (1792)
- Missa in honorem Sanctae Ursulae (Chiemseemesse), MH 546
- Missa pro Quadragesima, MH 551
- Missa Quadragesimalis, MH 552 (a-klein)
- Missa Tempore Quadragesimae et Adventus, MH 553
- Deutsches Hochamt „Hier liegt vor deiner Majestät“, MH 536
- Deutsches Hochamt „Hier liegt vor deiner Majestät“ („Haydn-Messe“), MH 560
- Deutsches Hochamt, MH 602
- Deutsches Hochamt, MH 642
- Missa sub titulo Sanctae Theresiae, MH 797 (MH 796 zonder Gloriafuga)
- Petite et accipietis, Graduale, MH 798
- Magnus Dominus, Offertorium, MH 799
- Te Deum, MH 800
- Missa sub titulo Sancti Francisci Seraphici, MH 826
- Missa sub titulo Sancti Leopoldi in festo Innocentium, MH 837
- Missa pro defunctis, Requiem in B-Groot (onvoltooid), MH 838
- Antiphonarium ad usum chori Rothensis, 1791

### Orkestmuziek
- Vioolconcert G-groot, P 52
- Vioolconcert B-groot, P 53
- Vioolconcert A-groot, MH 207
- Fluitconcert, P 54
- Trompetconcert Nr. 2, C-groot MH 60
- Trompetconcert, D-groot, MH 104
- Tromboneconcert, d-klein
- Hoornconcert, Concertino D-groot

#### Symfonieën
- Symfonie Nr. 1, C-groot, MH 23 (Perger 35)
- Symfonie Nr. 1C, Es-groot, MH 35 (Perger 1)
- Symfonie Nr. 2, C-groot, MH 37 (Perger 2)
- Symfonie Nr. 3, G-groot (Perger deest)
- Symfonie Nr. 4, B-groot, MH 62 (Perger 51)
- Symfonie Nr. 5, A-groot, MH 63 (Perger 3)
- Symfonie Nr. 6, C-groot, MH 64 (Perger 4)
- Symfonie Nr. 7, E-groot, MH 65 (Perger 5)
- Symfonie Nr. 8, D-groot, MH 69 (Perger 38)
- Symfonie Nr. 9, D-groot, MH 50 (Perger 36)
- Symfonie Nr. 10, F-groot, MH 51 (Perger 45)
- Symfonie Nr. 11/11a, B-groot, MH 82/184 (Perger 9)
- Symfonie Nr. 12, G-groot, MH 108 (Perger 7)
- Symfonie Nr. 13, D-groot, MH 132 (Perger 37)
- Symfonie Nr. 14, B-groot, MH 133 (Perger 52)
- Symfonie Nr. 15, D-groot, MH 150 (Perger 41)
- Symfonie Nr. 16, A-groot, MH 152 (Perger 6)
- Symfonie Nr. 17, E-groot, MH 151 (Perger 44)
- Symfonie Nr. 18, C-groot, MH 188 (Perger 10)
- Symfonie Nr. 19, D-groot, MH 198 (Perger 11)
- Symfonie Nr. 20, C-groot, MH 252 (Perger 12)
- Symfonie Nr. 21, D-groot, MH 272 (Perger 42), 1778
- Symfonie Nr. 22, D-groot, MH 287 (Perger 43)
- Symfonie Nr. 23, F-groot, MH 284 (Perger 14)
- Symfonie Nr. 24, A-groot, MH 302 (Perger 15)
- Symfonie Nr. 25, G-groot, MH 334 (Perger 16), zie Symfonie nr. 37 (Mozart)
- Symfonie Nr. 26, Es-groot, MH 340 (Perger 17)
- Symfonie Nr. 27, B-groot, MH 358 (Perger 18)
- Symfonie Nr. 28, C-groot, MH 384 (Perger 19)
- Symfonie Nr. 29, D-Klein, MH 393 (Perger 20)
- Symfonie Nr. 30, D-groot, MH 399 (Perger 21)
- Symfonie Nr. 31, F-groot, MH 405 (Perger 22)
- Symfonie Nr. 32, D-groot, MH 420 (Perger 23)
- Symfonie Nr. 33, D-groot, MH 24 (Perger deest)
- Symfonie Nr. 34, Es-groot, MH 473 (Perger 26)
- Symfonie Nr. 35, G-groot, MH 474 (Perger 27)
- Symfonie Nr. 36, B-groot, MH 475 (Perger 28)
- Symfonie Nr. 37, D-groot, MH 476 (Perger 29)
- Symfonie Nr. 38, F-groot, MH 477 (Perger 30)
- Symfonie Nr. 39, C-groot, MH 478 (Perger 31), Salzburg 1788
- Symfonie Nr. 40, F-groot, MH 507 (Perger 32), Salzburg 1789
- Symfonie Nr. 41, A-groot, MH 508 (Perger 33), Salzburg 1789
- Symfonie F-groot, MH 25 (Perger deest)
- Symfonie G-groot, MH 26 (Perger deest)
- Finale van de Symfonie B-groot, MH 184 (Perger [9])

#### Kamermuziek voor strijkers
- Divertimento (Strijkkwintet) in B-groot (Perger 105/ MH 412)
- Strijkkwintet in C-groot (Perger 108/MH 187)
- Strijkkwintet in F-groot (Perger 110/MH 367)
- Strijkkwintet in F-groot (Perger 112/MH 411)
- Strijkkwintet in G-groot (Perger 109/MH 189)

### Opera’s en toneelmuziek
- Rebekka als Braut, MH 76 (Perger [47])
- Der Traum, Pantomime in twee actes, MH 84 (Perger 133)
- Der Bassgeiger zu Wörgl, MH 205 (Perger deest), 1773–75
- Zaïre, muziek bij Voltaire’s tragedie, MH 255 (Perger 13)
- Endimione, srenade, MH 186, 1778
- Andromeda e Perseo, Opera seria in twee actes, libretto van Giambattista Varesco, MH 438 (Perger 25), 1787

## Opnames
- M. Haydn. Symphony No. 30, 22, 41. (1986, Turnabout Vox, 1154562) -  Bournemouth Sinfonietta o.l.v. Harold Farberman.
- The Haydn Brothers. Violin Concertos. Violinkonzerte. [in B groot, P. 53]. (1991, Koch Schwann, 3-6701-2 PC03) - Burkhard Godhoff, viool; BBC Scottish Symphony Orchestra o.l.v. Geoffrey Trabichoff
- Michael Haydn: Symfonie N.1-12,15,16,18,25-28 (1998, CPO) - Slovak Chamber Orchestra o.l.v. Bohdan Warchal
- Johann Michael Haydn: Schäfer Kantate. Missa pro Defunctis. (1998, LFC-I) - Liszt Ferenc chorus en orkest o.l.v. Peter Scholcz
- Michael Haydn: Die Wahrheit der Natur (2018, CPO) - Salzburger Hofmusik o.l.v. Wolfgang Brunner
- Michael Haydn: Endimione (2021, CPO) - Salzburger Hofmusik o.l.v. Wolfgang Brunner
- Michael Haydn: Kaiser Constantin I (2022, Accent ACC26504) -  Purcell Choir & Orfeo Orchestra o.l.v. György Vashegyi
- Michael Haydn: Missa Sancti Aloysii (2022, Brilliant Classics) -  Genova Vocal Ensemble & Accademia Vocaledi Genova o.l.v. Roberta Paraninfo